# Pseudocrepidophorus filicollis
Pseudocrepidophorus filicollis is een keversoort uit de familie kniptorren (Elateridae). De wetenschappelijke naam van de soort is voor het eerst geldig gepubliceerd in 1890 door Reitter.